# Candelario Obeso
Candelario Obeso Hernández (Santa Cruz de Mompós, 12 de enero de 1849-Bogotá, 3 de julio de 1884) fue un escritor colombiano.

## Biografía
Fue hijo natural del hacendado Eugenio María Obeso y la criada de raza negra María de la Cruz Hernández. Estudió en el Colegio Pinillos de Mompós. En 1866 obtiene una beca en el Colegio Militar de Bogotá y en 1867 ingresa a la Universidad Nacional de Colombia a estudiar Ingeniería, Derecho y Ciencias Políticas.
En su corta vida se caracterizó por desempeñar múltiples oficios. Fue profesor en un colegio de Sucre, jefe de batallón de Cazadores en la guerra de 1876, tesorero municipal de Magangué y gracias a su cercana amistad con Tomás Cipriano de Mosquera fue nombrado cónsul de Tours, Francia e intérprete nacional en Panamá de 1872 a 1874.
Se dice que se enamoró perdidamente de una bogotana de alta sociedad a quien le envió poemas de amor, los cuales ella rechazó de manera tajante. Con el corazón roto, el poeta se refugió en el alcohol y finalmente se disparó en el pecho, aunque no es totalmente claro si se trató de un suicidio o un accidente. Actualmente se encuentra una tumba con su nombre en el Cementerio de Mompós.

## Legado
Se le conoce como el precursor de la "Poesía Negra y oscura" en Colombia, narrando la cotidianidad de los hombres negros de la época en el lenguaje coloquial de las comunidades afrocolombianas de su época.
Obeso tradujo numerosas obras de Víctor Hugo, Byron, Musset, Longfellow, entre otros. También escribió dramas, comedias, textos pedagógicos y dos novelas - La Familia Pigamalión y Las cosas del mundo -, su creación más significativa es sin duda alguna, "Cantos populares de mi tierra" (1877), en la cual vertió toda la ternura, el lenguaje, la sensibilidad, la picardia, y el lirismo de su raza.
También fue un poeta dialectal (se le considera uno de los primeros poetas negristas), fue novelista, dramaturgo y catedrático. Políglota y polígrafo, tradujo al español a Shakespeare, Musset, Víctor Hugo y a Tennyson y traducciones de poesías de Goethe y Jonathan Lawrence. La colección Cantos populares de mi tierra, publicada por primera vez en 1877, es su obra más importante, donde recoge toda su obra en verso, escrita en un intento de figuración de lengua dialectal, tal como la oyó entre los campesinos de las riberas del Magdalena.

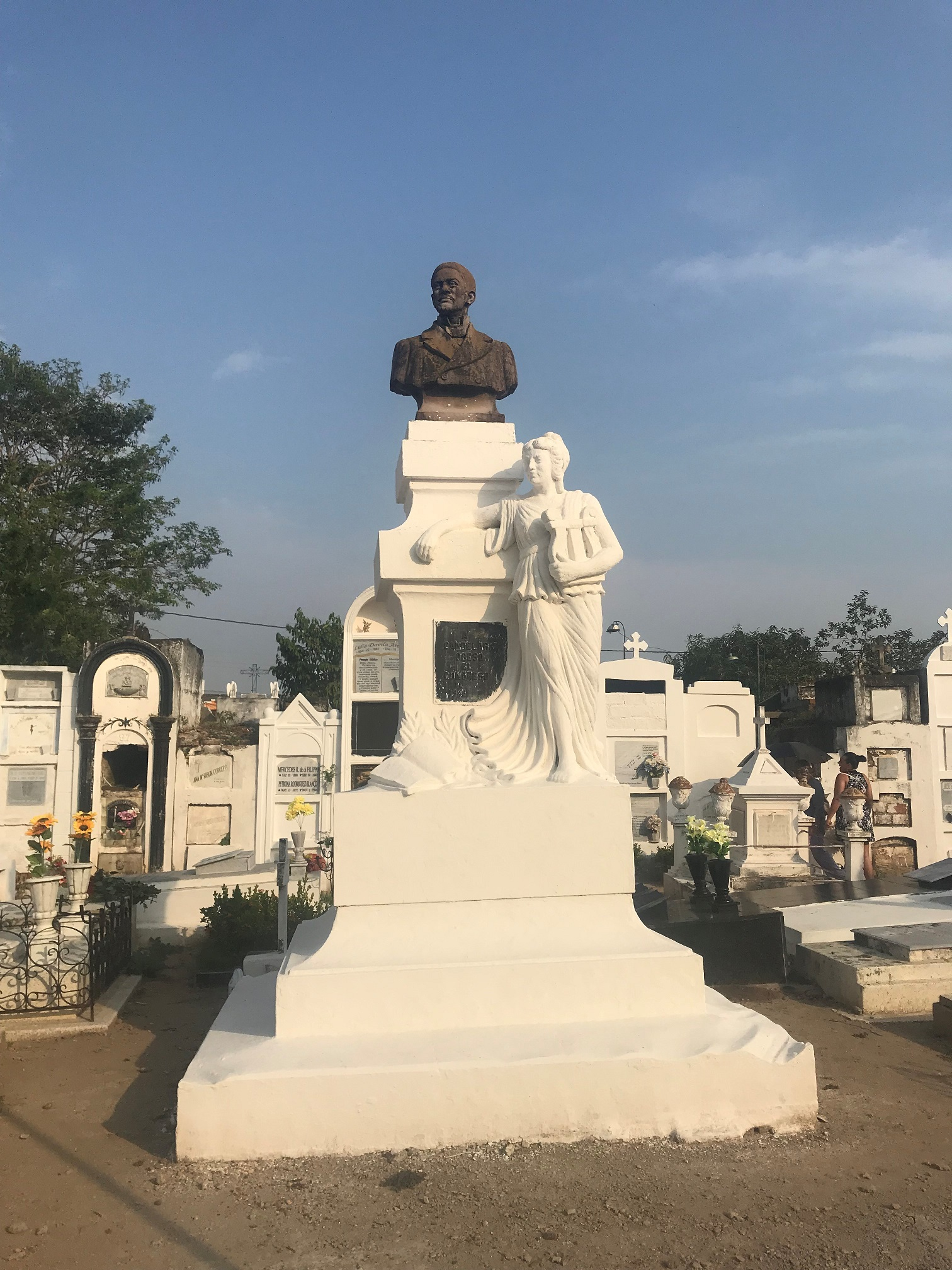
Tumba de Candelario Obeso en el Cementerio de Mompós

## Obras
- La familia Pygmalion, 1871
- Cantos populares de mi tierra Archivado el 4 de septiembre de 2021 en Wayback Machine., 1877
- Lectura para ti, 1878
- Secundino el Zapatero, 1880
- Lucha de la vida, 1888